# Palác Komenium (Hradec Králové)
 Palác Komenium – dům v Komenského třídě čp. 264 v Hradci Králové, který byl postaven v roce 1885.

## Historie
Palác Komenium byl postaven roku 1885 fotografem a zlatníkem Karlem Bitterlichem při vstupní bráně do historické části Hradce Králové. Tato brána stála ve spodní části vojenského schodiště „Bono Publico“, v těsné blízkosti historického nultého patníku, odměřujícího vzdálenosti měst. Na místě současného domu stávala studna, nad kterou byla zasazena kamenná deska s vytesaným Poseidonem.
Bydlíval zde ředitel pedagogia Vojtěch Lešetický, MUDr. Drož, obchodník Stückgold a bývalý majitel parní pily Hloušek. Majitel domu Jan Riedl se zde pokoušel otevřít hostinec, ale v roce 1911 mu hostinská koncese pro tento dům nebyla udělena. 22. dubna 1912 mu městská rada alespoň povolila zřízení pekařského obchodu a 7. října téhož roku mu udělila povolení k jeho užívání. 
V období před 1. světovou válkou zde byl založen ústav pro ubytování a stravování studujících. Veškeré práce k upravení domu byly zadány domácím řemeslníkům. Ústav se otevřel 15. září 1912 a sídlil zde do září 1919, kdy se přestěhoval do tzv. Lutherova domu a 22. září 1930 byl na valné hromadě Družstva „Komenium“ zrušen úplně. Jeho cílem bylo připravit mladé lidi na přechod do samostatného života nebo na vysokoškolská studia. Představenstvo tvořili čtyři profesoři a lékař, dozor vykonával ředitel ústavu, kterým byl do roku 1919 prof. dr. Jan Zavřel, spolu s prefektem a do Komenia byli přijímáni jen žáci, kteří navštěvovali hradecké střední školy: gymnázium, reálku, obchodní akademii a zámečnickou školu. Ve školním roce 1918/1919 zde bylo 52 chovanců, z nichž 6 přechodně. Za každého přijatého chovance muselo být složeno minimálně 10 K jako členský podíl v družstvu a 1 K zápisného. Měsíční plat za jednoho chovance pak činil 62 K.
Penzionát měl vlastní kuchyň, tři jídelny a studovnu, hernu s kulečníkem, pianem a šachovými stolky, ředitelův byt, prefektův byt, byt pro služební personál, kancelář a tzv. sanatoř, místnost pro nemocné. Zbytek tvořily ložnice, koupelny, umývárny a čistírny šatů i obuvi.
K zajímavostem domu patřila zejména bohatá štuková výzdoba a nástěnné malby. Paní Bitterlichová měla v prvním patře svou soukromou kapli. Jednou z význačných obyvatelek domu byla i baronka Mac Enis, rodem hraběnka z Valdštýnu, která tu žila se svými dcerami.
Dalším vlastníkem byl pekař Riedl, který tu měl svou provozovnu, a potom mlynář Morávek z Opatovic, jenž koupil dům roku 1915 v dražbě za 60 000 K. Ten později prodal dům soudnímu radovi Vinklářovi. V roce 1926 okresní správa politická udělila povolení k používání cukrářské dílny v domě čp. 264 Bohumilu Hartmanovi. Roku 1934 bylo Marii Vinklářové povoleno zřízení vodního odpadu. V následujícím roce zde ohlásil živnost – výrobu textilního zboží – Josef Malý. Roku 1937 Marie Vinklářová provedla na domě menší opravy. Rodina Vinklářova o dům přišla při znárodnění. Po revoluci získali dům zpět restituenti, kteří ho ve velmi bídném stavu prodali hradeckému podnikateli se slovenskými kořeny Róbertu Nemečkovi. Róbert Nemeček zajistil generální rekonstrukci domu v letech  2007  až 2020.
V letech 2007-2020 byl tento palác kompletně opraven, včetně původních maleb ve všech chodbách a místnostech, bohatých štukových výzdob, podlah a umělecko-zámečnických prvků. Vedle toho byly provedeny i repliky oken s původními taženými skly atd. 